# Lagynogaster timorensis
Lagynogaster timorensis là một loài ruồi trong họ Asilidae. Lagynogaster timorensis được Frey miêu tả năm 1937. Loài này phân bố ở miền Ấn Độ - Mã Lai.